# Danièle Delorme
Danièle Delorme, pseudonimo di Danièle Girard (Levallois-Perret, 9 ottobre 1926 – Parigi, 18 ottobre 2015), è stata un'attrice francese.

## Biografia
Figlia del pittore e cartellonista André Girard, Danièle Delorme studiò pianoforte per diventare concertista ma la seconda guerra mondiale la costrinse a interrompere gli studi. Passò quindi alla recitazione, seguendo prima i corsi di teatro di Jean Wall a Cannes, poi entrando a far parte nel 1942 della compagnia teatrale di Claude Dauphin, recitando - tra le altre - nella rappresentazione di Félicie Nanteuil diretta da Marc Allégret. Dopo la fine della guerra continuò gli studi di recitazione, perfezionandosi con i corsi di Tania Balachova e René Simon. La sua interpretazione del personaggio di Gigi, creato da Colette e protagonista dell'omonimo film girato nel 1949, le fece raggiungere la fama e la impose come interprete ideale di ruoli di eroina fragile segnata dal destino. Interpretò successivamente il film Minne, l'ingénue libertine (1950), anch'esso basato su una novella di Colette.
Negli anni cinquanta e sessanta apparve sul palcoscenico in numerosi lavori di grandi autori come Henrik Ibsen, Jean Anouilh, Paul Claudel, Luigi Pirandello. Dopo essere stata protagonista del film Ecco il tempo degli assassini (1956) di Julien Duvivier, in cui interpretò un personaggio di grande ambiguità e doppiezza morale, per un certo periodo si dedicò alla produzione cinematografica e al teatro. Riprese ad apparire con una certa regolarità sul grande schermo dai primi anni settanta, in particolare in pellicole dirette dal suo secondo marito Yves Robert, con il quale collaborò artisticamente anche con la creazione della casa di produzione "La Guéville", che annovera tra i suoi successi i film La guerra dei bottoni (1962) e Alexandre, un uomo felice (1973).
Prima del matrimonio con Robert, era stata sposata dal 1945 al 1955 con l'attore Daniel Gélin, da cui nel 1946 ebbe un figlio, Xavier, divenuto attore e regista, e morto  nel 1999. Il matrimonio con Gélin terminò dopo che l'attore confessò di avere una relazione con la modella tedesca Marie Christine Schneider, dalla quale ebbe una figlia, Maria Schneider.
Morì a Parigi il 18 ottobre 2015 all'età di 89 anni.

## Filmografia parziale
- La Belle aventure, regia di Marc Allégret (col nome Danièle Girard) (1942)
- Rondini in volo (Les Petites du quai aux fleurs), regia di Marc Allégret (1944)
- Félicie Nanteuil, regia di Marc Allégret (1945)
- Ouvert pour cause d'inventaire, regia di Alain Resnais (1946)
- Lunegarde, regia di Marc Allégret (1946)
- Spade al vento (Le Capitan), regia di Robert Vernay (1946)
- Les J3, regia di Roger Richebé (1946)
- Risorgere per amare (Les Jeux sont faits), regia di Jean Delannoy (1947)
- Aller et retour, regia di Alexandre Astruc (1948)
- Croisière pour l'inconnu, regia di Pierre Montazel (1948)
- Impasse des Deux Anges, regia di Maurice Tourneur (1948)
- Gigi, regia di Jacqueline Audry (1949)
- La Cage aux filles, regia di Maurice Cloche  (1949)
- Agnès de rien, regia di Pierre Billon (1950)
- Un marito per mia madre (Miquette et sa mère), regia di Henri-Georges Clouzot (1950)
- Minne, l'ingénue libertine, regia di Jacqueline Audry (1950)
- Rendez-vous avec la chance, regia di Emil E. Reinert (1950)
- Ricordi perduti (Souvenirs perdus), regia di Christian-Jaque (1950)
- ...E mi lasciò senza indirizzo (...Sans laisser d'adresse), regia di Jean-Paul Le Chanois (1951)
- Traité de bave et d'éternité, regia di Isidore Isou (1951)
- Olivia, regia di Jacqueline Audry (1951)
- Amanti nemici (La Jeune folle), regia di Yves Allégret (1952)
- I denti lunghi (Les Dents longues), regia di Daniel Gélin (1953)
- Mara (1953)
- Femmes de Paris, regia di Jean Boyer (1953)
- Le Guérisseur, regia di Yves Ciampi (1953)
- Versailles (Si Versailles m'était conté), regia di Sacha Guitry (1954)
- Tempi nostri - Zibaldone n. 2, regia di Alessandro Blasetti, Paul Paviot (1954)
- Maison de poupée, regia di Claude Loursais (1954) - film TV
- Casa Ricordi, regia di Carmine Gallone (1954)
- Huis clos, regia di Jacqueline Audry (1954)
- Fascicolo nero (Le Dossier noir), regia di André Cayatte (1955)
- Tu ne m'échapperas jamais, regia di Marcel Bluwal - film TV
- Ecco il tempo degli assassini (Voici le temps des assassins), regia di Julien Duvivier (1956)
- Mistou ou Comment l'esprit vient aux filles, regia di Jacqueline Audry (1956)
- I miserabili (Les Misérables), regia di Jean-Paul Le Chanois (1958)
- La legge del più furbo (Ni vu, ni connu), regia di Yves Robert (1958)
- Chaque jour a son secret, regia di Claude Boissol (1958)
- Prigioni di donne (Prisons de femmes), regia di Maurice Cloche (1958)
- Les Fiancés du pont Mac Donald, regia di Agnès Varda (1961)
- Le Septième juré, regia di Georges Lautner (1962)
- Le Pèlerinage, regia di Jean L'Hôte (1962)
- Cleo dalle 5 alle 7 (Cléo de 5 à 7), regia di Agnès Varda (1962)
- Marie Soleil, regia di Antoine Bourseiller (1966)
- Le Roi du Luxembourg, regia di Daniel Leveugle (1967)
- Sciuscià nel Vietnam (Hoa-Binh), regia di Raoul Coutard (1970)
- À corps perdu, regia di Abder Isker (1970) - film TV
- La canaglia (Le Voyou), regia di Claude Lelouch (1970)
- Des Christs par milliers, regia di Philippe Arthuys (1971)
- Absences répétées, regia di Guy Gilles (1972)
- Belle, regia di André Delvaux (1973)
- Le Cauchemar de l'aube, regia di Abder Isker (1973) - film TV
- Touch Me Not, regia di Douglas Fithian (1974)
- Certi piccolissimi peccati (Un éléphant ça trompe énormément), regia di Yves Robert (1976)
- Andremo tutti in paradiso (Nous irons tous au paradis), regia di Yves Robert (1977)
- La Barricade du Point du Jour, regia di René Richon (1978)
- Une femme dans la ville, regia di Joannick Desclers (1978) - film TV
- La Naissance du jour, regia di Jacques Demy (1980) - film TV
- Qu'est-ce qui fait courir David?, regia di Elie Chouraqui (1982)
- La Côte d'amour, regia di Charlotte Dubreuil (1982)
- Novembermond, regia di Alexandra von Grote (1985)
- L'affaire Saint-Romans, regia di Michel Wyn (1988) - miniserie tv
- Bal perdu, regia di Daniel Benoin (1990)
- L'Ami Giono: Le déserteur, regia di Gérard Mordillat (1990)
- La Grande dune, regia di Bernard Stora (1991)
- Les Eaux dormantes, regia di Jacques Tréfouel (1992)
- Vacances au purgatoire, regia di Marc Simenon (1992)
- Sortez des rangs, regia di Jean-Denis Robert (1996)
- La Vie sans secret de Walter Nion, regia di Hugo Gélin (2001)

## Doppiatrici italiane
- Renata Marini in Tempi nostri - Zibaldone n. 2
- Rina Morelli in Casa Ricordi
- Flaminia Jandolo in Fascicolo nero
- Fiorella Betti in I miserabili